# Nueva Villa de las Torres
Nueva Villa de las Torres è un comune spagnolo di 412 abitanti situato nella comunità autonoma di Castiglia e León.